# Modèle CGHS
Le modèle Callan–Giddings–Harvey–Strominger ou CGHS est un modèle-jouet de physique théorique développé au début des années 1990 et appliquant la relativité générale à un espace-temps constitué d'une dimension d'espace et d'une de temps (1+1D). 
Cette théorie a notamment permis d'ouvrir la porte pour la résolution du problème de la perte de l'information lors de l'évaporation des trous noirs.

## Origine
Les travaux de Stephen Hawking sur les trous noirs montrent que le processus de leur formation et de leur évaporation n'est pas gouverné par les lois usuelles de la mécanique quantique
,. Ainsi, les états purs évoluent en états mixtes, ce qui fait appel à la relativité générale.
Cette conjoncture est difficile à étudier selon un espace-temps à quatre dimensions (3+1D), qui implique de nombreux degré de liberté ainsi que la propagation d'onde gravitationnelles (alors que cette dernière n'est pas possible dans des modèles avec moins de dimensions). Dans cette situation, l'utilisation de différents modèles jouets permettant d'analyser des niveaux de complexité moindres du processus (en 1+1D et 2+1D) permet de mieux cerner certains aspects de la problématique.

## Description

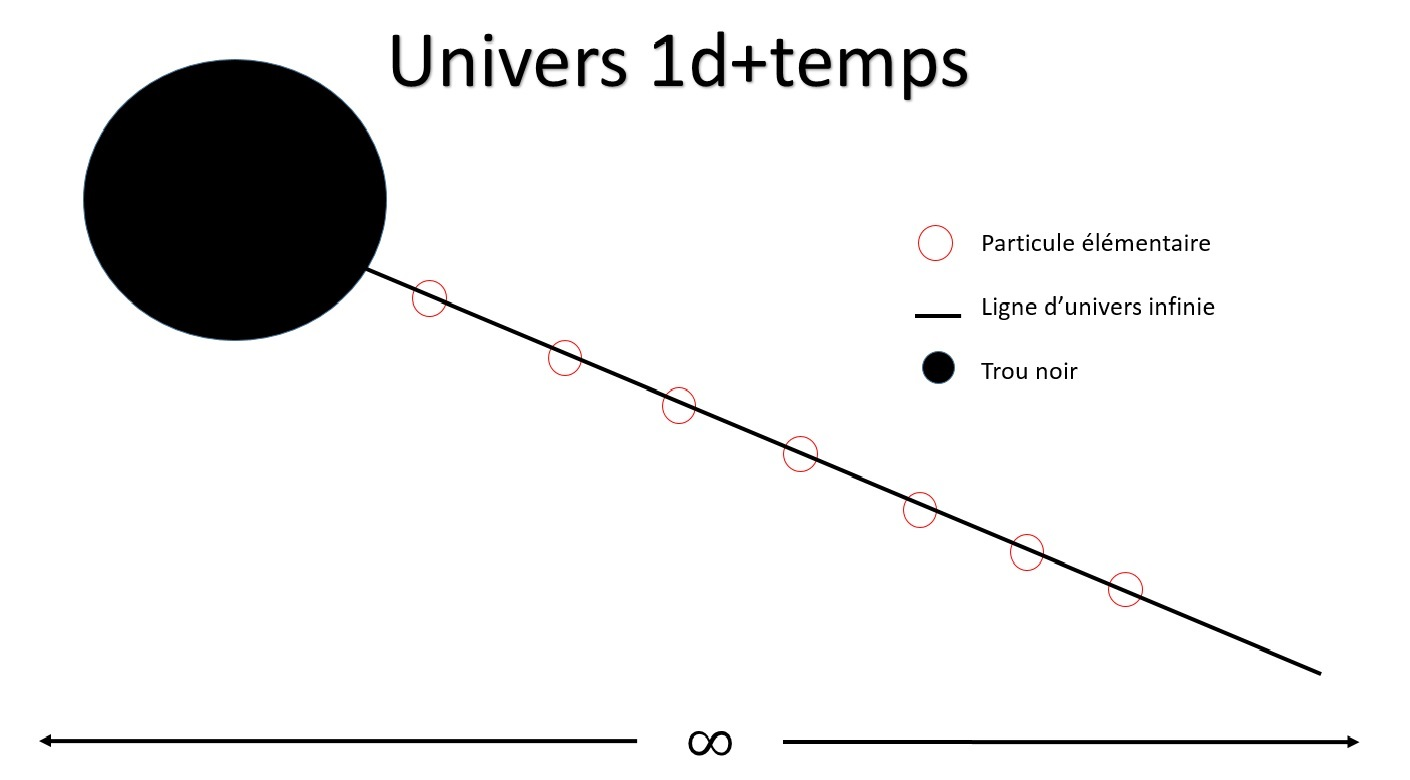
Schéma d'un trou noir situé dans un univers 1+1D.

La classe de modèles 1+1D est juste assez complexe pour permettre d'établir certaines solutions pour les trous noirs, dont leur formation. Lorsque couplés avec des champs de matière, ils permettent également de traiter le rayonnement de Hawking[réf. souhaitée].
Avec d'autres dimensions, le modèle de Jordan (en) peut-être converti en celui d'Einstein, mais cela n'est pas possible avec les modèles 1+1D, où la masse conforme du dilaton est 0.

## Formalisme
Un choix très spécifique de couplages et d'interactions mène à l'équation de l'action du modèle CGHS :
{\displaystyle S={\frac {1}{2\pi }}\int d^{2}x\,{\sqrt {-g}}\left\{e^{-2\phi }\left[R+4\left(\nabla \phi \right)^{2}+4\lambda ^{2}\right]-\sum _{i=1}^{N}{\frac {1}{2}}\left(\nabla f_{i}\right)^{2}\right\}}
Où g est le tenseur métrique, φ est le champ de dilaton, fi sont les champs de matière, et λ2 est la constante cosmologique. En fait, la constante cosmologique est nonzero, et les champs de matière sont de vrais scalaires sans masse.
Ce choix spécifique est intégrable, mais pas encore assez maniable pour produire une solution quantique exacte. C'est également l'action d'une théorie non-critique des cordes (en) présentant une réduction dimensionnelle d'un modèle possédant plus de dimensions. Cette action est complètement différente de celles de la gravité Jackiw–Teitelboim et de la gravité Liouville, deux autres modèles 1+1D.
Le champ de matière se couple seulement avec la structure causale (en). Selon la jauge du cône de lumière ds2 = − e2ρ du,dv, cela donne :
{\displaystyle f_{i}\left(u,v\right)=A_{i}\left(u\right)+B_{i}\left(v\right)},
où {\displaystyle u} et {\displaystyle v} sont des coordonnées semblables aux coordonnées d'Eddington-Finkelstein.
Les équations de Raychaudhuri (en) sont :
{\displaystyle e^{-2\phi }\left(-2\phi _{,vv}+4\rho _{,v}\phi _{,v}\right)+f_{i,v}f_{i,v}/2=0}
and
{\displaystyle e^{-2\phi }\left(-2\phi _{,uu}+4\rho _{,u}\phi _{,u}\right)+f_{i,u}f_{i,u}/2=0}.
Le dilaton évolue selon :
{\displaystyle \left(e^{-2\phi }\right)_{,uv}=-\lambda ^{2}e^{-2\phi }e^{2\rho }},
alors que la métrique évolue d'après :
{\displaystyle 2\rho _{,uv}-4\phi _{,uv}+4\phi _{,u}\phi _{,v}+\lambda ^{2}e^{2\rho }=0}.
L'anomalie conformationnelle (en) dû à la matière induit un terme de liouville dans l'action effective (en). Cette anomalie conformationnelle est traitée dans le modèle RST.

### Trou noir

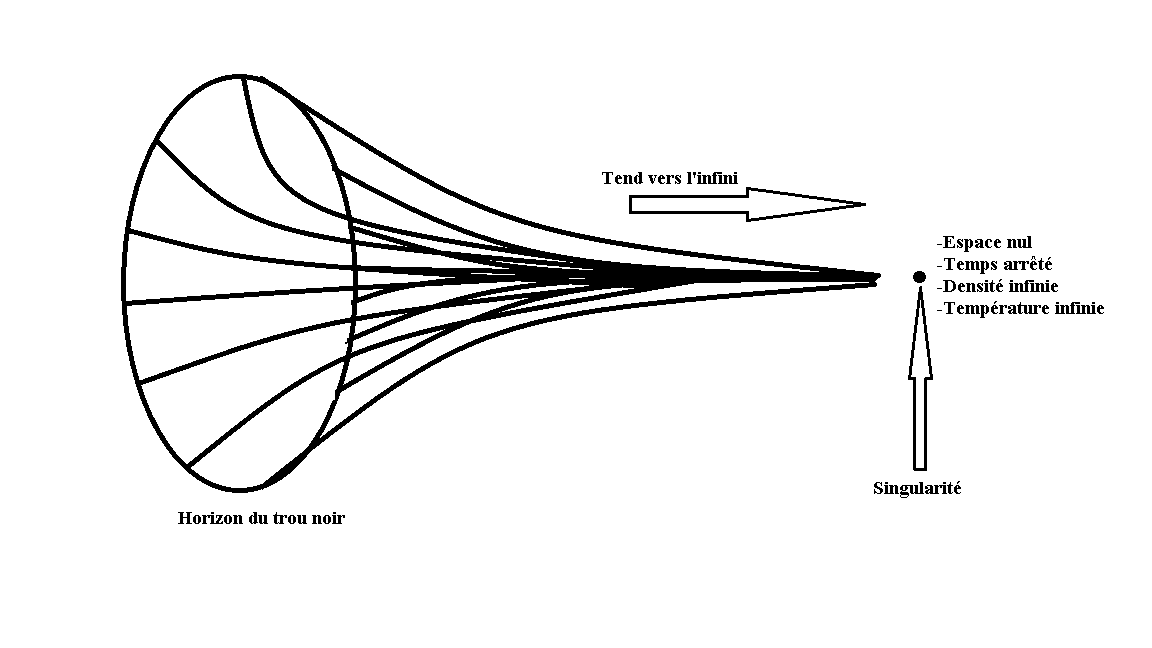
Schéma d'un trou noir, de l'horizon (à gauche) jusqu'à la singularité (à droite).

La solution de trou noir est donnée par 
{\displaystyle ds^{2}=-\left({\frac {M}{\lambda }}-\lambda ^{2}uv\right)^{-1}du\,dv}
{\displaystyle e^{-2\phi }={\frac {M}{\lambda }}-\lambda ^{2}uv},
Où M est la masse ADM.
Les singularités apparaissent à uv = λ−3M.
L'absence de masse des champs de matière permet au trou noir de s'évaporer complètement par les rayonnements d'Hawking. En fait, ce modèle était originellement étudié pour éclaircir le paradoxe de l'information.